# Rubus hirtifolius
Rubus hirtifolius är en rosväxtart som beskrevs av P. J. Müll., Philipp Wilhelm Wirtgen och Wilhelm Olbers Focke. Rubus hirtifolius ingår i släktet rubusar, och familjen rosväxter. Inga underarter finns listade i Catalogue of Life.